# Raskravallerna i Catcher
Raskravallerna i Catcher ägde rum 1923–1924 i Catcher, en by som ligger i närheten av Van Buren, Arkansas, i USA. Länge bestod Catcher av afroamerikaner som arbetade på lokala bondgårdar. En vit kvinna som hette Effie Latimer våldtogs och dödades på 28 december 1923. Tre afroamerikaner blev misstänkta för mord och greps. En vit mobb uppstod för att lyncha de svarta männen, mobben terroriserade det lokala svarta samhället genom att förstöra kyrkogården och skjuta ihjäl män. De skickade även brev till afroamerikaner med varningar ”Om ni inte lämna Crawford County inom fem dagar, ska ni lida konsekvenser.” Därför flydde de flesta afroamerikanerna och Catcher blev en solnedgångsstad (sundown town på engelska), det vill säga etniskt homogen.